# Ematurga fasciata
Ematurga fasciata är en fjärilsart som beskrevs av Heqvist 1950. Ematurga fasciata ingår i släktet Ematurga och familjen mätare. Inga underarter finns listade i Catalogue of Life.